# کالودس
کالودس (نام علمی: Calloodes) نام یک سرده از تیره سرگین‌چرخانان است.

## گونه‌ها
- Calloodes atkinsoni Waterhouse, ۱۸۶۸
- Calloodes frenchi Ohaus, ۱۹۱۲
- Calloodes grayianus White, ۱۸۴۵
- Calloodes rayneri Macleay, ۱۸۶۴